# Beta-2-mikroglobulin
Beta-2-mikroglobulin är den lätta peptidkedjan av MHC-klass I molekylen (HLA-antigenet). Det syntetiseras av kroppens alla celler, men särskilt av celler som tillhör det lymfatiska systemet.
Beta-2-mikroglobulin kan vara förhöjt på grund av ökad produktion vid olika sjukdomar, främst vid lymfoproliferativa sjukdomar som myelom, lymfom eller leukemier. Det kan också vara ökat vid reumatoid artrit eller AIDS.
Kraftigaste stegringarna ses dock vid njursjukdomar med nedsatt glomerulär filtration.